# أني أراك (اختلال ضال)
«أني أراك» (بالإنجليزية: I See You)‏ هي الحلقة الثامنة للموسم الثالث من مسلسل إيه إم سي التلفزيوني الدرامي اختلال ضال. كتبها جينيفر هاتشيسون وأخرجها كولين باكسي، تم بثها على إيه إم سي في 9 مايو 2010.

## وصلات خارجية
- «أني أراك» على إيه إم سي (بالإنجليزية)
- «أني أراك» على قاعدة بيانات الأفلام على الإنترنت (بالإنجليزية)